# Eugène Dumont
Eugène Dumont, ook Eugène Dumont de Chassart, (Saint-Amand-lez-Fleurus, 7 januari 1840 - Marbais, 17 februari 1908) was een Belgisch volksvertegenwoordiger en burgemeester.

## Biografie
Eugène Dumont was een telg uit de familie Dumont. Hij was een zoon van Auguste Dumont (1794-1876) en Eugénie Fernelmont (1800-1855). Zijn vader was landbouwer en richtte de Établissements de Chassart op. Hij was een broer van Edmond Dumont, bisschop van Doornik. Hij bleef vrijgezel en in tegenstelling tot zijn broer Emmanuel (1830-1909) en tot zijn neven Auguste Dumont de Chassart en Guillaume Dumont de Chassart, werd hij, net zoals zijn broer Louis Dumont (1835-1899), niet in de adelstand opgenomen.
Na studies aan de Katholieke Universiteit Leuven werkte hij bij zijn vader en stichtte met zijn broers de Établissements agricoles Dumont Frères in Chassart.
In 1881 werd hij gemeenteraadslid van Marbais, van 1882 tot 1889 was hij er schepen en van 1889 tot aan zijn dood burgemeester.
In 1884 begon hij aan een parlementaire loopbaan, tot aan zijn dood:
- 1884-1892, katholiek volksvertegenwoordiger voor het arrondissement Nijvel,
- 1896-1900: provinciaal senator,
- 1900-1908: senator voor het arrondissement Nijvel.

In Marbais was hij:
- lid van de kerkfabriek,
- lid van het Bureau voor Armenzorg,
- medestichter en erevoorzitter van de ziekenkas Sint-Martinus.

Op nationaal of arrondissementeel vlak was hij:
- voorzitter van de Centrale Maatschappij voor de Belgische Landbouw,
- regeringsafgevaardigde op het Landbouwcongres in Wenen (1905),
- lid van de landbouwcomicen van Nijvel en Genepiën,
- lid van het Beschermingscomité voor arbeiderswoningen in het arrondissement Nijvel,
- erevoorzitter van het Beschermingscomité van de voorzorgsinstellingen in het arrondissement Nijvel.